# Hirundichthys marginatus
El pez volador ala navaja o pez volador de banda (Hirundichthys marginatus) es una especie de pez beloniforme de la familia exocétidos, distribuido por la costa este del océano Pacífico desde México hasta Perú, donde es pescado con escasa comercialización y un precio intermedio.

## Anatomía
Con la forma del cuerpo similar a la de otras especies de peces voladores con el cuerpo cilíndrico, alargado y grueso, y aunque se ha descrito una captura de 21 cm su longitud máxima es normalmente de unos 15 cm. Hocico corto no muy puntiaguda, menor que el diámetro del ojo; mandíbula inferior más corta que la mandíbula superior y oculto por ella; carecen de espinas en las aletas, las aletas pectorales de inserción alta en el cuerpo y muy largos, sobrepasando el punto medio de la aleta dorsal, con el origen de la aleta anal ligeramente por delante, o no más de 3 radios detrás, del origen de la aleta dorsal; el color del cuerpo es verde o azul iridiscente en el oscuro dorso, con el vientre blanco amarillento, mientras que las aletas pectorales son de color azul oscuro.

## Hábitat y biología
Es una especie marina de aguas epi-pelágicas de clima tropical, con comportamiento oceanódromo. Puede saltar fuera del agua y se deslizan distancias considerables sobre la superficie.